# Fred MacMurray
Frederick Martin MacMurray, detto Fred (Kankakee, 30 agosto 1908 – Santa Monica, 5 novembre 1991), è stato un attore statunitense.

## Biografia

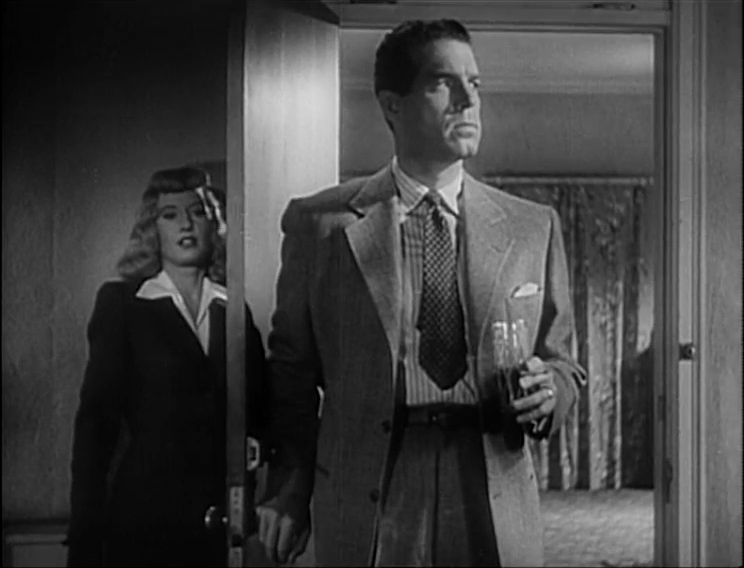
L'attore con Barbara Stanwyck nel trailer de La fiamma del peccato (Double Indemnity) di Billy Wilder

Nacque da Frederick, solista di violino, e Maleta Martin. Nel 1913 i MacMurray si trasferirono a Beaver Dam, nel Wisconsin. Durante il periodo del college, il giovane Fred iniziò a esibirsi come sassofonista in numerose band locali, finché nel 1930 non registrò il brano All I Want Is Just One Girl come vocalist per la Gus Arnheim Orchestra, sotto l'etichetta discografica Victor 78.
Iniziò a calcare le scene di Broadway, partecipando, tra le altre, alle rappresentazioni di due celebri commedie musicali, Three's a Crowd (1930-1931), e Roberta (1933-1934) dove lavorò con artisti come Sydney Greenstreet e Bob Hope. Nel 1934 firmò un contratto con la Paramount Pictures e apparve in alcuni ruoli minori, finché il regista Wesley Ruggles lo volle come protagonista de Il giglio d'oro (1935), accanto a Claudette Colbert, film che fece di MacMurray un divo dello schermo.
Sebbene i suoi primi film siano poco ricordati dalla critica e dagli storici del cinema, in quegli anni l'attore lavorò con alcuni dei maggiori talenti di Hollywood, tra cui il regista Preston Sturges, e le più affascinanti dive dell'epoca: oltre alla Colbert, con la quale girerà altre sei pellicole, tra cui Non c'è tempo per l'amore (1943) e Io e l'uovo (1947), recitò con Katharine Hepburn nel film Primo amore (1935), con Carole Lombard nei film I milioni della manicure (1935), Resa d'amore (1936), Swing High, Swing Low (1937) e La moglie bugiarda (1937), con Jean Arthur in Troppi mariti (1940), con Alice Faye in I ribelli del porto (1940) e con Marlene Dietrich in La signora acconsente (1942).
Il suo aspetto simpatico e rispettabile e i suoi modi disinvolti e affabili lo resero interprete ideale della commedia, ma fu in grado di interpretare in maniera credibile i personaggi più disparati in altri generi cinematografici, come nel western Il sentiero del pino solitario (1936), nel melodramma Al di sopra di ogni sospetto (1943) e nel musical La parata dell'impossibile (1945), tanto da diventare uno degli attori più amati e più pagati di Hollywood, con uno stipendio che nel 1943 raggiunse i 420.000 dollari. Nel 1939 il disegnatore C.C. Beck si ispirò a MacMurray per il personaggio che sarebbe poi diventato Capitan Marvel, della Fawcett Comics.
La sua bonarietà da uomo comune non gli precluse intense interpretazioni drammatiche. MacMurray dichiarò spesso che diede le sue performance migliori quando affrontava personaggi negativi, come nel film La fiamma del peccato (1944), di Billy Wilder (il quale lo richiederà invano anche per Viale del tramonto) in cui interpretò lo sgradevole ruolo - già rifiutato da altri attori - di Walter Neff, un assicuratore irretito da una donna crudele e arrivista (Barbara Stanwyck), che intende uccidere il proprio marito e incassare la polizza sulla vita stipulata a suo nome.
Durante gli anni cinquanta MacMurray continuò principalmente ad alternare commedie brillanti ad incursioni in pellicole western e di avventura. Si distinse comunque per alcuni ruoli decisamente controcorrente, come quello del cinico e doppiogiochista tenente Thomas Keefer ne L'ammutinamento del Caine (1954), accanto a Humphrey Bogart, quello del poliziotto corrotto Paul Sheridan in Criminale di turno (1954), e quello del cinico Jeff Sheldrake, il fedifrago dirigente d'azienda nella commedia agrodolce L'appartamento (1960), ancora di Billy Wilder ed accanto a Jack Lemmon e Shirley MacLaine, premiata con il premio Oscar.
Negli anni sessanta, MacMurray scoprì una seconda giovinezza artistica come protagonista in una serie di sette film prodotti dalla Walt Disney Productions. Tutto ebbe inizio nel 1959 con il successo di Geremia, cane e spia, prima live-action comedy della Disney. Seguirono nell'ordine: Un professore fra le nuvole (1961), Okay Parigi! (1962), Professore a tuttogas (1963), I ragazzi di Camp Siddons (1966), Il più felice dei miliardari (1967), e Charley e l'angelo (1973). Oltre che al cinema, il successo si ripeté anche alla televisione nella serie Io e i miei tre figli, che si protrasse per ben 12 stagioni, tra il 1960 e il 1972, in cui MacMurray interpretò un vedovo alle prese con i problemi dei suoi tre giovani figli. Dopo la conclusione della serie, nel 1972, MacMurray recitò in pochi altri film prima di ritirarsi definitivamente dalle scene nel 1978.
Dopo una lunga battaglia contro la leucemia, MacMurray morì di polmonite nel 1991, a 83 anni, al St. Johns Hospital and Health Center di Santa Monica, e fu sepolto al Holy Cross Cemetery di Culver City, in California. Nel 2007 è uscita una biografia scritta da Charles Tranberg per la casa editrice BearManor Media.

### Vita privata
MacMurray si sposò due volte. Con la prima moglie Lillian Lamont, sposata il 20 giugno 1936, adottò due bambini. Dopo la morte della prima moglie, avvenuta il 22 giugno 1953, si risposò l'anno seguente con l'attrice June Haver, con la quale adottò altri due bambini. MacMurray fu un convinto sostenitore del Partito Repubblicano: insieme a Bob Hope e James Stewart sostenne Richard Nixon nella campagna elettorale del 1968.
MacMurray fu anche considerato uno degli attori più parsimoniosi di Hollywood, il che gli consentì di accumulare una notevole fortuna finanziaria durante la sua lunga carriera; sembra che diversi colleghi di studio avessero notato che, anche dopo aver raggiunto il successo, l'attore continuasse a seguire abitudini frugali, portandosi da casa il pranzo, spesso costituito da un uovo sodo. Stando a quanto raccontava l'attore William Demarest, suo co-interprete in Io e i miei tre figli, MacMurray arrivava sul set con uova colorate per il pranzo, avanzi delle festività pasquali, anche se erano trascorsi diversi mesi dalla Pasqua, come se non volesse sprecarle.

## Filmografia

### Cinema
- Lo scorpione (Girls Gone Wild), regia di Lewis Seiler (1929)
- Why Leave Home?, regia di Raymond Cannon – non accreditato (1929)
- Rosa tigrata (Tiger Rose), regia di George Fitzmaurice – non accreditato (1929)
- Grand Old Girl, regia di John S. Robertson (1935)
- Il giglio d'oro (The Gilded Lily), regia di Wesley Ruggles (1935)
- Pattuglia d'allarme (Car 99), regia di Charles Barton (1935)
- Men Without Names, regia di Ralph Murphy (1935)
- Primo amore (Alice Adams), regia di George Stevens (1935)
- I milioni della manicure (Hands Across the Table), regia di Mitchell Leisen (1935)
- The Bride Comes Home, regia di Wesley Ruggles (1935)
- Il sentiero del pino solitario (The Trail of the Lonesome Pine), regia di Henry Hathaway (1936)
- Volo nella bufera (Thirteen Hours by Air), regia di Mitchell Leisen (1936)
- Resa d'amore (The Princess Comes Across), regia di William K. Howard (1936)
- I cavalieri del Texas (The Texas Rangers), regia di King Vidor (1936)
- Valzer Champagne (Champagne Waltz), regia di A. Edward Sutherland (1937)
- La vergine di Salem (Maid of Salem), regia di Frank Lloyd (1937)
- Swing High, Swing Low, regia di Mitchell Leisen (1937)
- Exclusive, regia di Alexander Hall (1937)
- La moglie bugiarda (True Confession), regia di Wesley Ruggles (1937)
- Cocoanut Grove, regia di Alfred Santell (1938)
- Men with Wings, regia di William A. Wellman (1938)
- Sing You Sinners, regia di Wesley Ruggles (1938)
- Cafe Society, regia di Edward G. Griffith (1939)
- Invitation to Happiness, regia di Wesley Ruggles (1939)
- Honeymoon in Bali, regia di Edward G. Griffith (1939)
- Ricorda quella notte (Remember the Night), regia di Mitchell Leisen (1940)
- I ribelli del porto (Little Old New York), regia di Henry King (1940)
- Troppi mariti (Too Many Husbands), regia di Wesley Ruggles (1940)
- Gli avventurieri di Santa Marta (Rangers of Fortune), regia di Sam Wood (1940)
- Virginia, regia di Edward G. Griffith (1941)
- Una notte a Lisbona (One Night in Lisbon), regia di Edward G. Griffith (1941)
- Bombardieri in picchiata (Dive Bomber), regia di Michael Curtiz (1941)
- New York Town, regia di Charles Vidor (1941)
- La signora acconsente (The Lady Is Willing), regia di Mitchell Leisen (1942)
- Segretario a mezzanotte (Take a Letter, Darling), regia di Mitchell Leisen (1942)
- Presi tra le fiamme (The Forest Rangers), regia di George Marshall (1942)
- Signorine, non guardate i marinai (Star Spangled Rhythm), regia di George Marshall e A. Edward Sutherland (1942)
- Aquile sul Pacifico (Flight for Freedom), regia di Lothar Mendes (1943)
- Non c'è tempo per l'amore (No Time for Love), regia di Mitchell Leisen (1943)
- Al di sopra di ogni sospetto (Above Suspicion), regia di Richard Thorpe (1943)
- The Last Will and Testament of Tom Smith, regia di Harold S. Bucquet – voce narrante, non accreditato (1943)
- Tutto esaurito (Standing Room Only), regia di Sidney Lanfield (1944)
- Un fidanzato per due (And the Angels Sing), regia di George Marshall (1944)
- La fiamma del peccato (Double Indemnity), regia di Billy Wilder (1944)
- Sinceramente tua (Pratically Yours), regia di Mitchell Leisen (1944)
- La parata dell'impossibile (Where Do We Go from Here?), regia di Gregory Ratoff (1945)
- Capitano Eddie (Captain Eddie), regia di Lloyd Bacon (1945)
- Murder, He Says, regia di George Marshall (1945)
- Perdonate il mio passato (Perdon My Past), regia di Leslie Fenton (1945)
- Il vendicatore silenzioso (Smoky), regia di Louis King (1946)
- Mia moglie capitano (Suddenly, It's Spring), regia di Mitchell Leisen (1947)
- Io e l'uovo (The Egg and I), regia di Chester Erskine (1947)
- Singapore, regia di John Brahm (1947)
- La strada della felicità (On Our Merry Way), regia di Leslie Fenton e King Vidor (1948)
- Il miracolo delle campane (The Miracle of the Bells), regia di Irving Pichel (1948)
- Non fidarti di tuo marito (An Innocent Affair), regia di Lloyd Bacon (1948)
- Abbandonata in viaggio di nozze (Family Honeymoon), regia di Claude Binyon (1949)
- Father Was a Fullback, regia di John M. Stahl (1949)
- Guerra di sessi (Borderline), regia di William A. Seiter (1950)
- Che vita con un cowboy! (Never a Dull Moment), regia di George Marshall (1950)
- Gli amori di Cristina (A Millionaire for Christie), regia di George Marshall (1951)
- Callaway Went Thataway, regia di Melvin Frank e Norman Panama (1951)
- Il ribelle di Giava (Fair Wind to Java), regia di Joseph Kane (1953)
- Notturno selvaggio (The Moonlighter), regia di Roy Rowland (1953)
- L'ammutinamento del Caine (The Caine Mutiny), regia di Edward Dmytryk (1954)
- Criminale di turno (Pushover), regia di Richard Quine (1954)
- Il mondo è delle donne (Woman's World), regia di Jean Negulesco (1954)
- I due capitani (The Far Horizons), regia di Rudolph Maté (1955)
- Le piogge di Ranchipur (The Rains of Ranchipur), regia di Jean Negulesco (1955)
- Gunpoint: terra che scotta (At Gunpoint), regia di Alfred L. Werker (1955)
- Quella che avrei dovuto sposare (There's Always Tomorrow), regia di Douglas Sirk (1956)
- Una pistola per un vile (Gun for a Coward), regia di Abner Biberman (1957)
- Quantez, regia di Harry Keller (1957)
- La legge del fucile (Day of the Bad Man), regia di Harry Keller (1958)
- Domani m'impiccheranno (Good Day for a Hanging), regia di Nathan Juran (1959)
- Geremia, cane e spia (The Shaggy Dog), regia di Charles Barton (1959)
- Il volto del fuggiasco (Face of a Fugitive), regia di Paul Wendkos (1959)
- I conquistatori dell'Oregon (The Oregon Trail), regia di Gene Fowler Jr. (1959)
- L'appartamento (The Apartment), regia di Billy Wilder (1960)
- Un professore fra le nuvole (The Absent-Minded Professor), regia di Robert Stevenson (1961)
- Okay Parigi! (Bon Voyage!), regia di James Neilson (1962)
- Professore a tuttogas (Son of Flubber), regia di Robert Stevenson (1963)
- Ho sposato 40 milioni di donne (Kisses for My President), regia di Curtis Bernhardt (1964)
- I ragazzi di Camp Siddons (Follow Me, Boys!), regia di Norman Tokar (1966)
- Il più felice dei miliardari (The Happiest Millionaire), regia di Norman Tokar (1967)
- Charley e l'angelo (Charley and the Angel), regia di Vincent McEveety (1973)
- Il triangolo maledetto (Beyond the Bermuda Triangle), regia di William A. Graham (1975)
- Swarm (The Swarm), regia di Irwin Allen (1978)

### Televisione
- General Electric Theater – serie TV, episodi 3x21-7x02 (1955-1958)
- Screen Directors Playhouse – serie TV, episodio 1x21 (1956)
- Climax! – serie TV, episodio 2x23 (1956)
- The 20th Century-Fox Hour – serie TV, episodio 2x09 (1957)
- Io e i miei tre figli (My Three Sons) – serie TV, 380 episodi (1960–1972)

## Doppiatori italiani
Nelle versioni in italiano dei suoi lavori, Fred MacMurray è stato doppiato da:
- Emilio Cigoli in Il sentiero del pino solitario, I ribelli del porto, Signorine, non guardate i marinai, Al di sopra di ogni sospetto, Perdonate il mio passato, Il ribelle di Giava, Gunpoint: terra che scotta, Una pistola per un vile, La legge del fucile, Domani m'impiccheranno, Geremia, cane e spia, Il volto del fuggiasco, I conquistatori dell'Oregon, L'appartamento
- Giulio Panicali in La fiamma del peccato, La parata dell'impossibile, Capitano Eddie, Io e l'uovo, Singapore, La strada della felicità, Il miracolo delle campane, Abbandonata in viaggio di nozze, Gli amori di Cristina, I due capitani, Quella che avrei dovuto sposare
- Mario Pisu in L'ammutinamento del Caine, Il mondo è delle donne, Un professore fra le nuvole, Okay Parigi!, Professore a tuttogas, I ragazzi di Camp Siddons, Il più felice dei miliardari
- Giorgio Capecchi in Troppi mariti, Criminale di turno
- Romolo Costa in I cavalieri del Texas
- Carlo Romano in Non c'è tempo per l'amore
- Gualtiero De Angelis in Le piogge di Ranchipur
- Luciano De Ambrosis in Charley e l'angelo
- Nando Gazzolo in Swarm
- Carlo Sabatini in Rivelazioni - Sesso è potere (repertorio)
- Massimo Turci in Primo amore (ridoppiaggio)
- Paolo Poiret in Un professore fra le nuvole (ridoppiaggio)
- Romano Malaspina in Notturno selvaggio (ridoppiaggio)